# Günter Meißner
Gunter Meissner (Hannover, 3 luglio 1936 – 19 novembre 2015) è stato uno storico dell'arte tedesco.
Gunter Meissner è noto per essere stato il fondatore e l'editore di una enciclopedia dell'arte, Allgemeinen Künstlerlexikons.

## Vita
Günter Meißner ha studiato all'Istituto di Storia dell'Arte dell'Università di Lipsia, dove ha conseguito il diploma nel 1958 e con una ricerca di Dottorato, pubblicato nel 1962 su una dissertazione sul pittore Hans Baluschek . Ha poi lavorato presso l'istituto come assistente e assistente senior.
Dal 1 gennaio 1969 ha lavorato per l'editore E. A. Seemann a Lipsia sul progetto Allgemeines Künstlerlexikon e ha assunto la direzione della redazione di dodici persone, che è stata aumentata a 25 dipendenti nel 1976. Il primo volume è apparso nel 1983. Rimase redattore capo fino al 1992 e co-editore fino alla sua morte.
Oltre al suo lavoro sull'"Allgemeines Künstlerlexikon" ha scritto numerosi libri d'arte, comprese monografie su pittori contemporanei come Hans Baluschek, Rudolf Bredow, Max Liebermann, Otto Engelhardt-Kyffhäuser, Werner Tubke e altri.
Apparteneva alla squadra di viaggio della DDR.
Nel 1978 ha ricevuto il Premio d'Arte della Città di Lipsia.